# 特雷维廖
特雷维廖（義大利語：Treviglio，義大利語發音：[treˈviʎʎio] ⓘ）是義大利北部倫巴第大區貝加莫省的一個市镇。总面积31.54平方公里，人口28769人，人口密度912.1人/平方公里（2009年）。ISTAT代码为016219。於1860年加入義大利王國。
特雷维廖是足球運動員法切蒂的出生地。